# Luis Dubois (alcalde ordinario)
Luis Dubois (Lille, Condado de Flandes  1510 - San Salvador, Reino de Guatemala  1570s) fue un caballero flamenco que formó parte del séquito del emperador Carlos V y que posteriormente participó en la conquista de lo que hoy es El Salvador, en  donde fue uno de los fundadores de la villa de San Miguel de la Frontera, y posteriormente ocuparía varios cargos concejiles en la villa de San Salvador.

## Biografía
Luis Dubois nació en Lille, Condado de Flandes en el año de 1510; en el año de 1517 pasaría, junto con sus progenitores, a España como parte del séquito del entonces príncipe Carlos de Gante, cuando este decidió trasladarse al territorio español para asumir como rey de las coronas de Castilla y Aragón.
A mediados de 1527 conocería en Burgos al capitán Pedro de Alvarado (que gestionaba en la Corte los títulos de comendador de Santiago, adelantado de ultramar y gobernador de Guatemala); y con el permiso del emperador Carlos V, decidió embarcarse junto a Alvarado hacia la gobernación guatemalteca en 1528. Permanecería durante un tiempo en Ciudad de México, mientras Alvarado tramitaba su juicio de residencia, luego de ello en 1530 se trasladarían a la gobernación guatemalteca.
En noviembre de 1530 formó parte de la expedición liderada por el capitán Luis de Moscoso que en ese mes fundó la villa de San Miguel de la Frontera, en donde tendría solar y tierras y tendría por encomiendas las poblaciones de Tococotique (sic: Torrostique, población extinta cerca de Guatajiagua), Natapus (actualmente extinta y de incierta localización) y otra población cuyo nombre no se acordaba para el tiempo de su probanza de méritos en 1557.
En 1534 la villa de San Miguel fue despoblada al irse varios de sus habitantes a la expedición que Pedro de Alvarado lideraba hacia el Imperio incaico; por lo que Dubois junto con otros vecinos de San Miguel se reconcentraron en la Villa de San Salvador; antes de partir Alvarado le otorgó a Dubois como encomienda la mitad de la población de Nonualco.
En la iglesia de la Trinidad de la villa de San Salvador contraería matrimonio con Isabel de Salazar, con quien concebiría cuatro hijas (Margarita, Luisa, Geronima y Juana) y un hijo (Martín); posteriormente quedaría viudo y contraería matrimonio con Catalina de Salazar, con quien concibió una hija.
En 1539 y 1541 se desempeñó como uno de los regidores del cabildo de la villa de San Salvador; en 1548 ejercía como uno de los alcaldes ordinarios de la villa, y aún mantenía su encomienda de Nonualco; en 1556 volvería a ser uno de los alcaldes ordinarios de la villa, en 1557 realizó su probanza de méritos en Santiago de Guatemala.
En 1569 nuevamente volvería a ocupar el cargo de alcalde ordinario; para 1572 tenía po encomiendas el pueblo de Santiago Nonualco y la mitad de San Juan Nonualco, siendo esto lo último que se sabe de él por lo que probablemente fallecería poco tiempo después.